# Richard Dreyfuss
Richard Dreyfuss, född 29 oktober 1947 i Brooklyn i New York, är en amerikansk skådespelare. 
Han föddes i Brooklyn, men växte upp i Beverly Hills i Kalifornien. Dreyfuss scendebuterade redan som nioåring vid Beverly Hills Jewish Center. Han gjorde filmdebut 1967 och hade flera småroller innan han uppmärksammades för sin roll som Baby Face Nelson i filmen Dillinger 1973. Han debuterade på Broadway 1969.
Dreyfuss vann en Oscar för bästa manliga huvudroll för filmen Sa jag adjö när jag kom?.

## Filmografi i urval
- 1967 – Dockornas dal
- 1967 – Mandomsprovet
- 1968 – The Young Runaways
- 1969 – Hello Down There
- 1973 – Dillinger
- 1973 – Sista natten med gänget
- 1974 – Född smart
- 1974 – The Second Coming of Suzanne
- 1974 – Närgångna bilder
- 1975 – Hajen
- 1976 – Slaget om Entebbe
- 1976 – Närkontakt av tredje graden
- 1977 – Sa jag adjö när jag kom?
- 1978 – Klippet
- 1980 – Tävlingen
- 1981 – Är det inte mitt liv kanske!
- 1984 – Bara vänner
- 1986 – På luffen i Beverly Hills
- 1986 – Stand by Me
- 1987 – Spanarna
- 1989 – Loppet är kört
- 1989 – Always
- 1991 – Hur mår Bob?
- 1991 – Once Around - Mannen som inte passade in
- 1993 – Spanarna 2
- 1995 – Mr. Holland's Opus
- 1996 – James och jättepersikan (röst)
- 1996 – Night Falls on Manhattan
- 1998 – Kripendorf's Tribe
- 1999 – Lansky
- 2000 – Fail Safe
- 2001 – The Day Reagan Was Shot
- 2003 – Coast to Coast
- 2004 – Silver City
- 2006 – Poseidon
- 2008 – W.
- 2008 – Min stora feta grekiska semester
- 2009 – Leaves of Grass
- 2009 – The Lightkeepers
- 2010 – Piranha 3D
- 2010 – Red
- 2012 – Coma (TV-serie)
- 2013 – Very Good Girls
- 2013 – Paranoia